# 48V微混合
48V微混合动力系统是混合动力系统的一种。与以豐田 Prius为代表的混合动力系统不同，48V微混合系统中整个系统的电压不超过60V，由于60V以下不会导致人员触电，可以节省部分绝缘防护的成本。
目前中国及欧洲各汽车OEM都在开发48V微混合系统，以希望以较低的成本来满足中国、欧洲下一阶段更加严苛的油耗法规。也有少部分中国汽车OEM采用48V微混合系统来满足中国的单车油耗标准。

## 48V微混合系统的架构
48V微混合系统在整车上一般有P0，P2等架构。48V微混合系统主要由以下组件构成：
- 48V电池：一般为锂离子电池
- 直流-直流轉換器：在48V动力系统与12V系统之间进行电压转换
- 48V电机：一般通过皮带与发动机连接（P0架构，此时电机称为BSG[來源請求]），或者与变速器连接（P2架构）
- 48V控制器：一般集成在发动机控制器或车身控制器当中
- 连接线束：48V系统由于电压较低，在满足一定功率的情况下，电流较大，要求连接线束有较强的过流能力。

48V系统一般采用控制器區域網路（CAN）进行互相通信。